# 卡馬河
卡马河（俄语：Кама）是俄羅斯境內的河流，也是伏爾加河最長的左支流，發源自烏德穆爾特共和國。

## 地理
卡馬河源出上卡馬高地，中游流經烏拉爾山，曲折向西南注入窩瓦河中游的古比雪夫水庫。全長1,805公里。流域面積達50.7萬平方公里。卡馬河以北氣候寒冷，以南氣候較溫和，冬季少雪。
- 在彼尔姆，1979年建有卡馬水電站（英语：Kama Hydroelectric Station），形成了卡马水库；
- 在柴可夫斯基，1961年建有沃特金斯克水電站（英语：Votkinsk Hydroelectric Station），形成沃特金斯克水库；
- 在卡马河畔切尔内，建有下卡馬水電站（英语：Nizhnekamsk Hydroelectric Station），形成了下卡马水库。

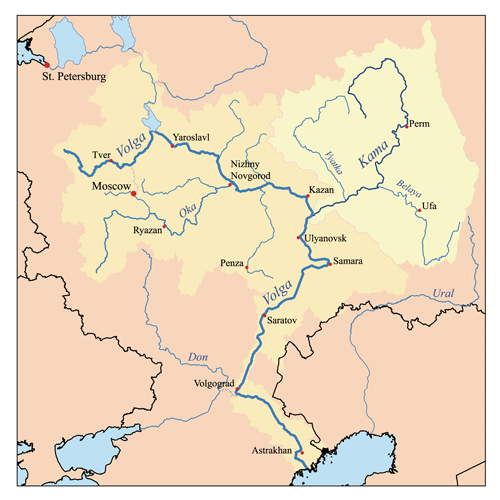
伏尔加河流域图，卡马河流域以淡黄色标注
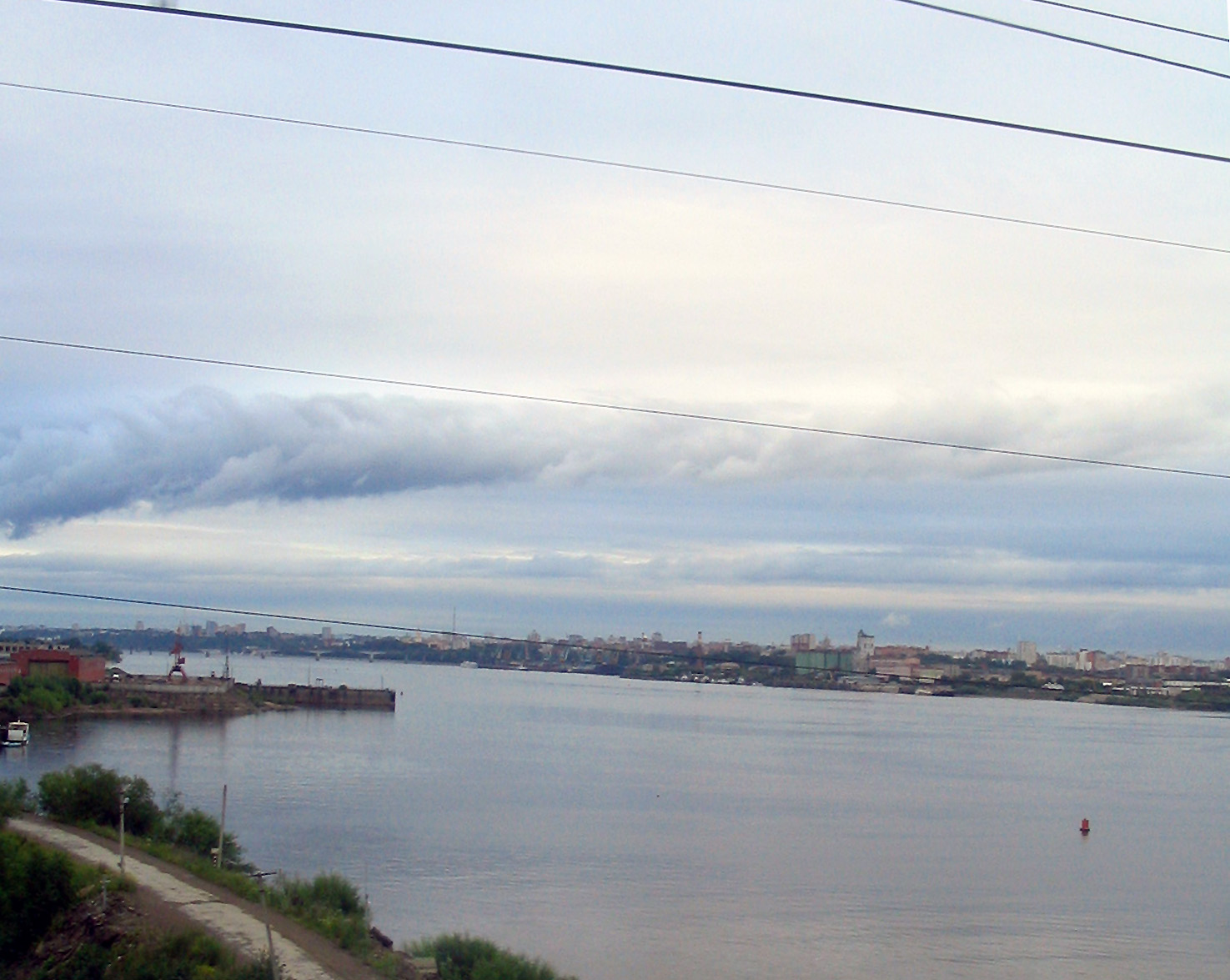
卡馬河與城市
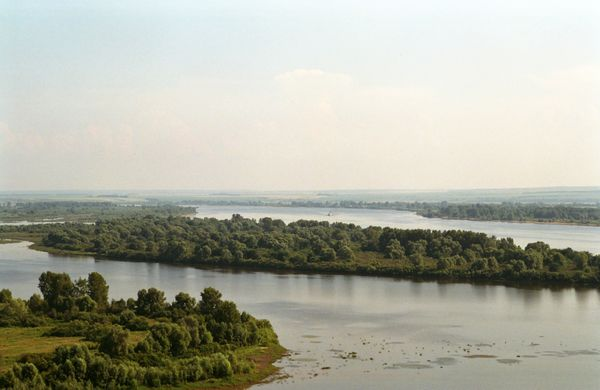
叶拉布加之景
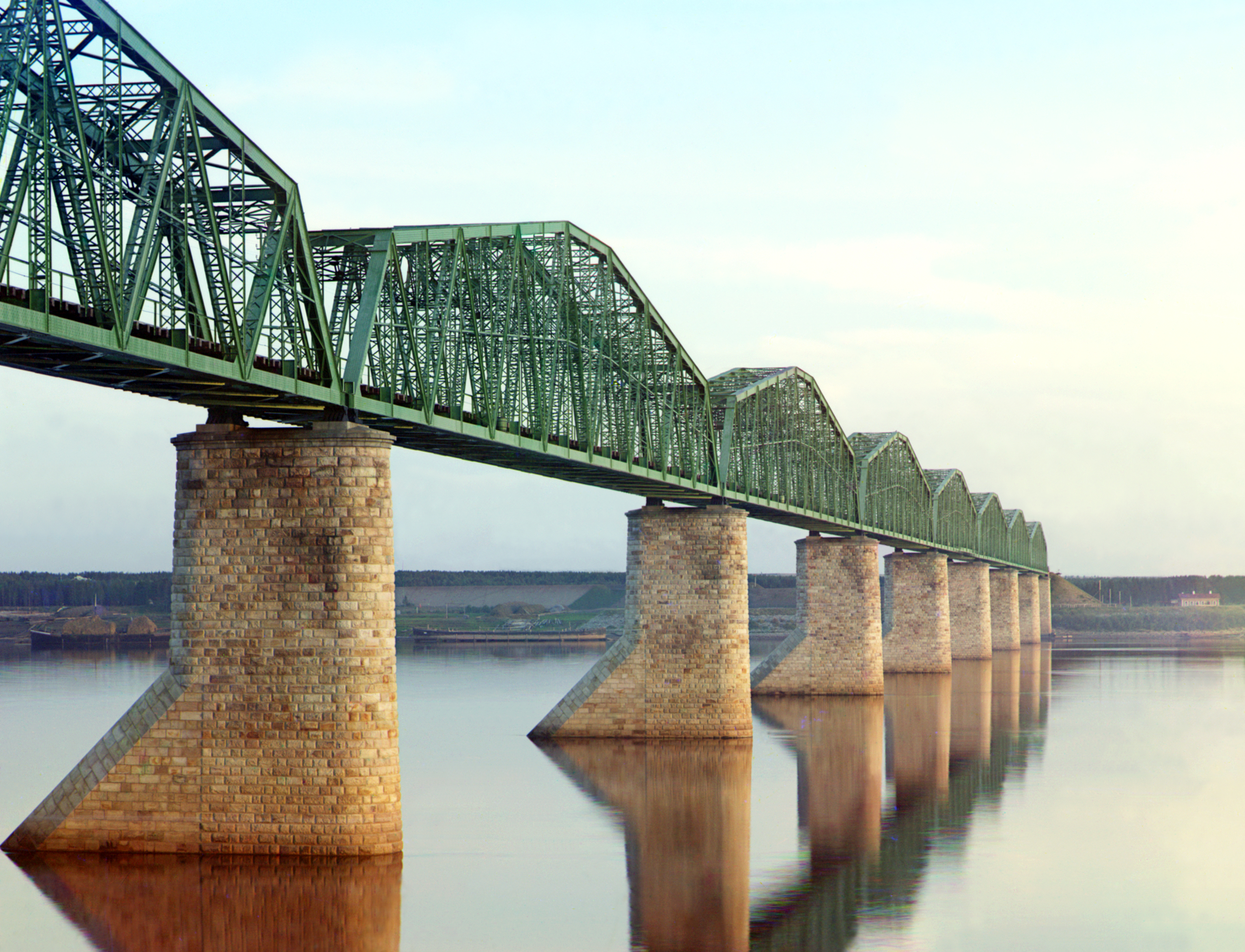
拉夫爾普羅斯庫里亞科夫建的俄羅斯桁架橋（摄于1912年）

## 参见

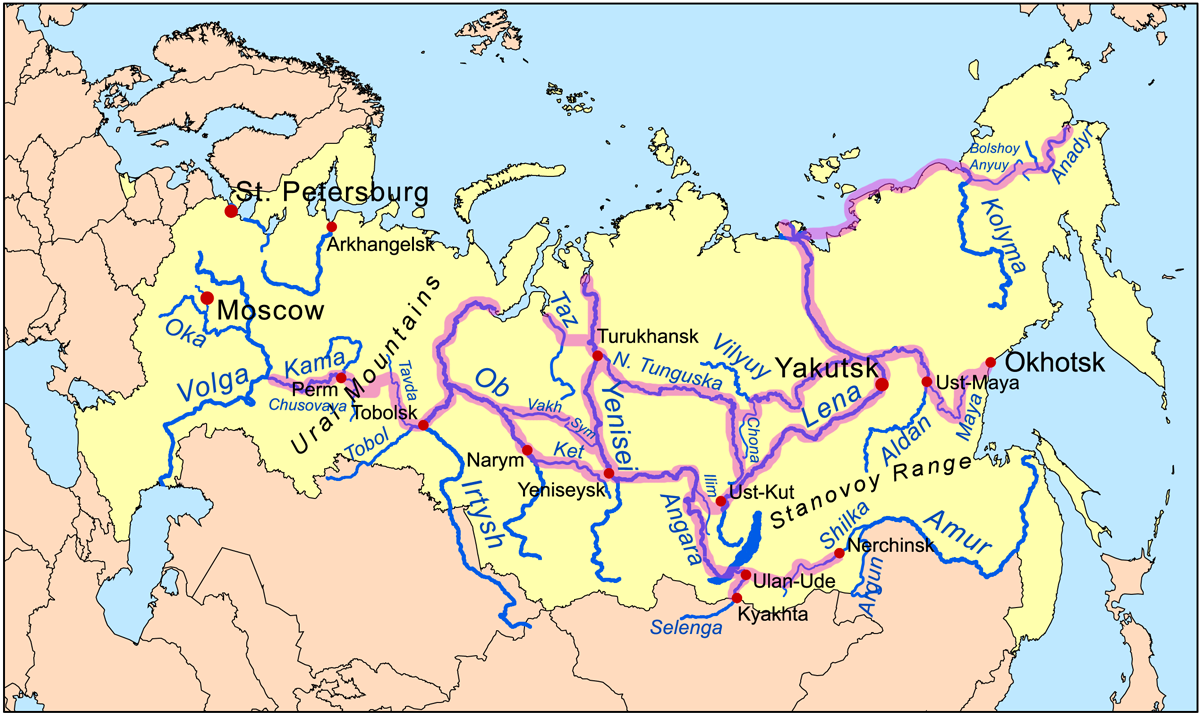
西伯利亞河道